# 無停電電源装置

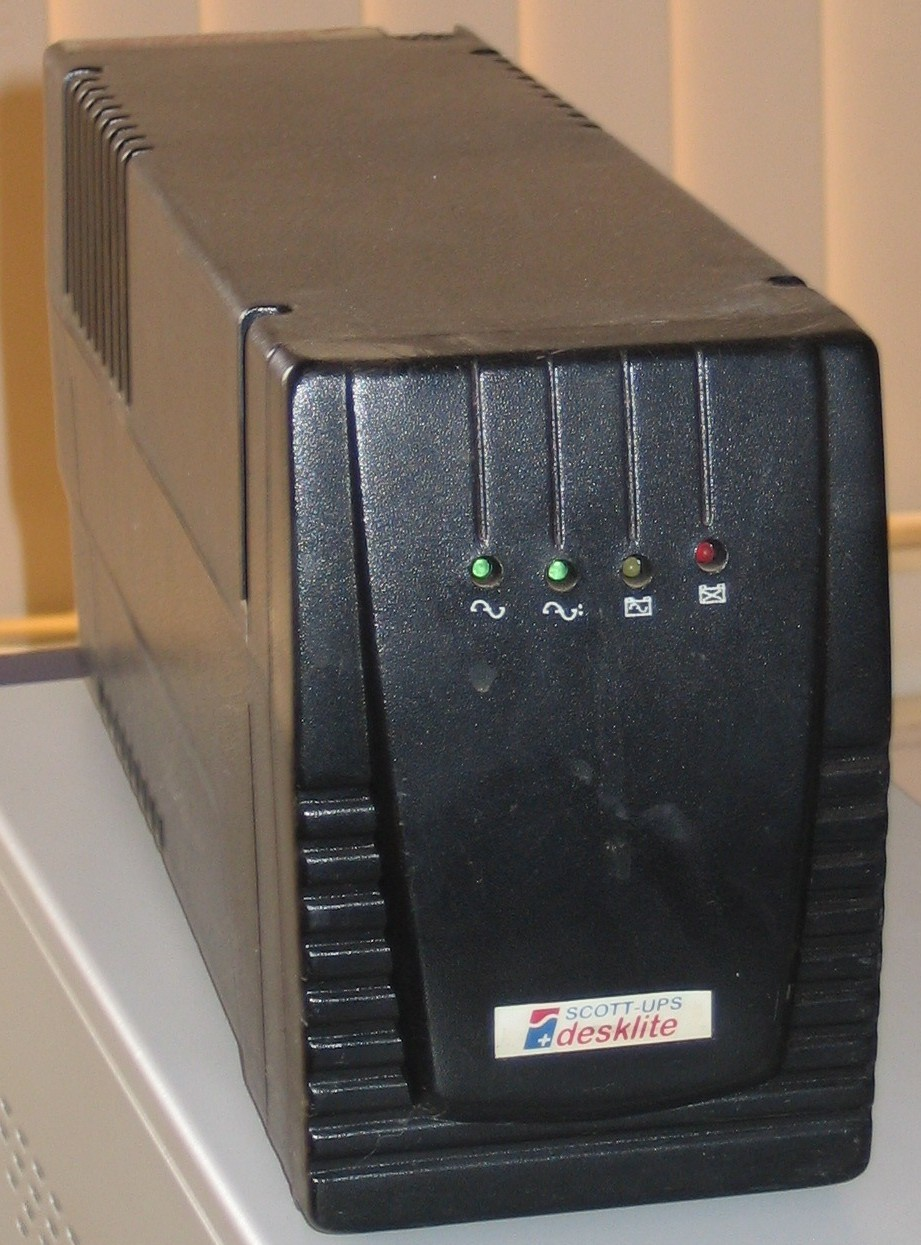
パソコン用無停電電源装置
Scott Power Corporation Desklite

無停電電源装置（むていでんでんげんそうち）とは、停電などによって電力が断たれた場合にも電力を供給し続ける電源装置である。
日本では一般に、商用交流電源に接続して使用する、交流入力・交流出力のものをUPS（英: Uninterruptible Power Supply）と呼ぶことが多いが、本来は入出力の種類に関係なく、入力断に対して出力が断（off）にならない電源装置の全てを示す。このため日本では、交流出力の無停電電源装置と直流出力の無停電電源装置を区別するため、交流出力のものをCVCF（英: Constant Voltage Constant Frequency、定電圧定周波数）電源と呼ぶこともある。以下、交流入出力のものを中心として述べる。

## 概要

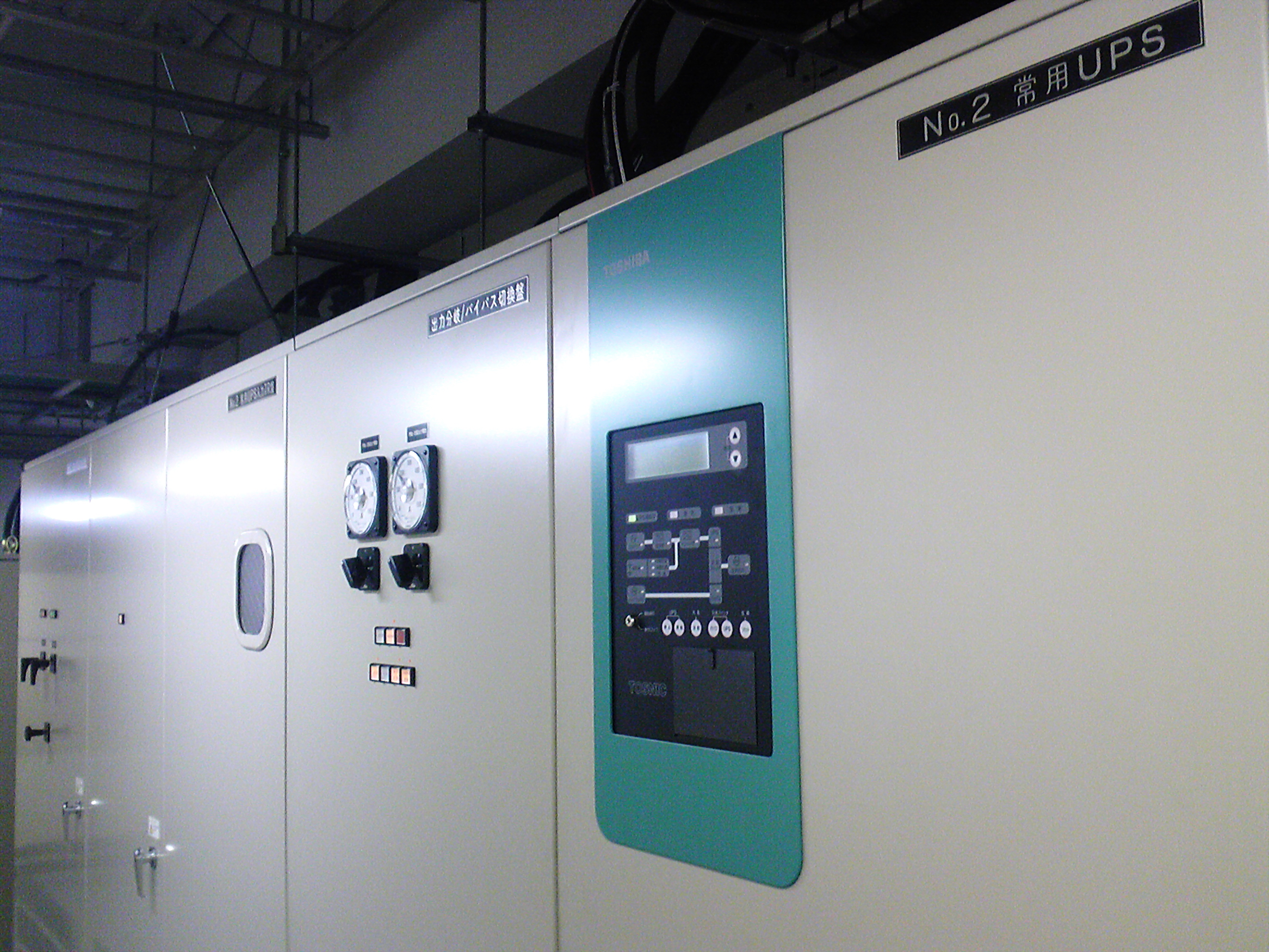
データセンター用大型UPS設備
東芝 TOSNIC

無停電電源装置は、主に、商用電源から電力を受ける装置、電力を蓄積する装置と、前2者のいずれかから一定規格の電力（一般的には、商用電源と同様のもの）を供給する装置で構成される。接続している商用電源が断になったときは、機器に蓄積していた電力を供給し、瞬時電圧低下や停電が機器に対して起こらないようにしている。なお現在では、瞬時電圧低下は特に雷によるものが多く、雷サージ対策として用いられることが多いが、無停電電源装置自身は概ねサージ防護機器ではなく、雷サージを受けると故障するので、別途、サージ防護機器と併せて使用する必要がある。
対応できる停電時間は、数分 - 30分程度のものが多い。無停電電源装置の能力を超える長時間の停電に対しては、別途、発電機などと組み合わせるか、停電後、無停電電源装置から電力の供給が続いている間に、コンピュータなどの需要機器の使用を終了させるといった措置が必要である。
停電時の補助電源として二次電池や電気二重層キャパシタなど（以下、単に「二次電池」と表す）電池を使用するものを静止型無停電電源装置といい、フライホイールを用いたものは回転型無停電電源装置という。小規模電源用には古くから真空管を用いた静止型無停電電源装置が実用に供されていたが、真空管では大電流を得ることが困難であるため、大規模電源用には過去、回転型無停電電源装置が実用に供されていた。その後、半導体デバイスの進歩に伴って静止型無停電電源装置でも大電流を得ることが可能になり、今日では大規模電源用にも静止型無停電電源装置が一般的となっている。
今日の無停電電源装置には、データセンターなどで使用される大型・集中型のものと、パーソナルコンピュータなどの個人用機器などを含め、小規模なサーバー用や医療用モニタなどに用いられる小型・分散型のものがある。いずれにしても無停電電源装置には高い信頼性が要求されることから、概ね、専門家による定期予防保守により長期継続使用をするものと、規定期間の使用、いわゆる「使い切り」にしたものの二つに分かれる。無停電電源装置の価格は、規模・保守性などの要素によって決まるが、一般に大型・集中型になるほど高価になる傾向がある。
信頼性確保の手段には、故障や保守点検時も正常に給電するためのインバータや二次電池の冗長設置、インバータの機能が完全に失われたときに、商用電源に無瞬断で切り替えることが可能なバイパス機能などがある。しかし使用部品数の増加は故障率を上げる原因となるため、できるだけ少ない部品数で必要な信頼性を確保する配慮がなされる。

## 用途

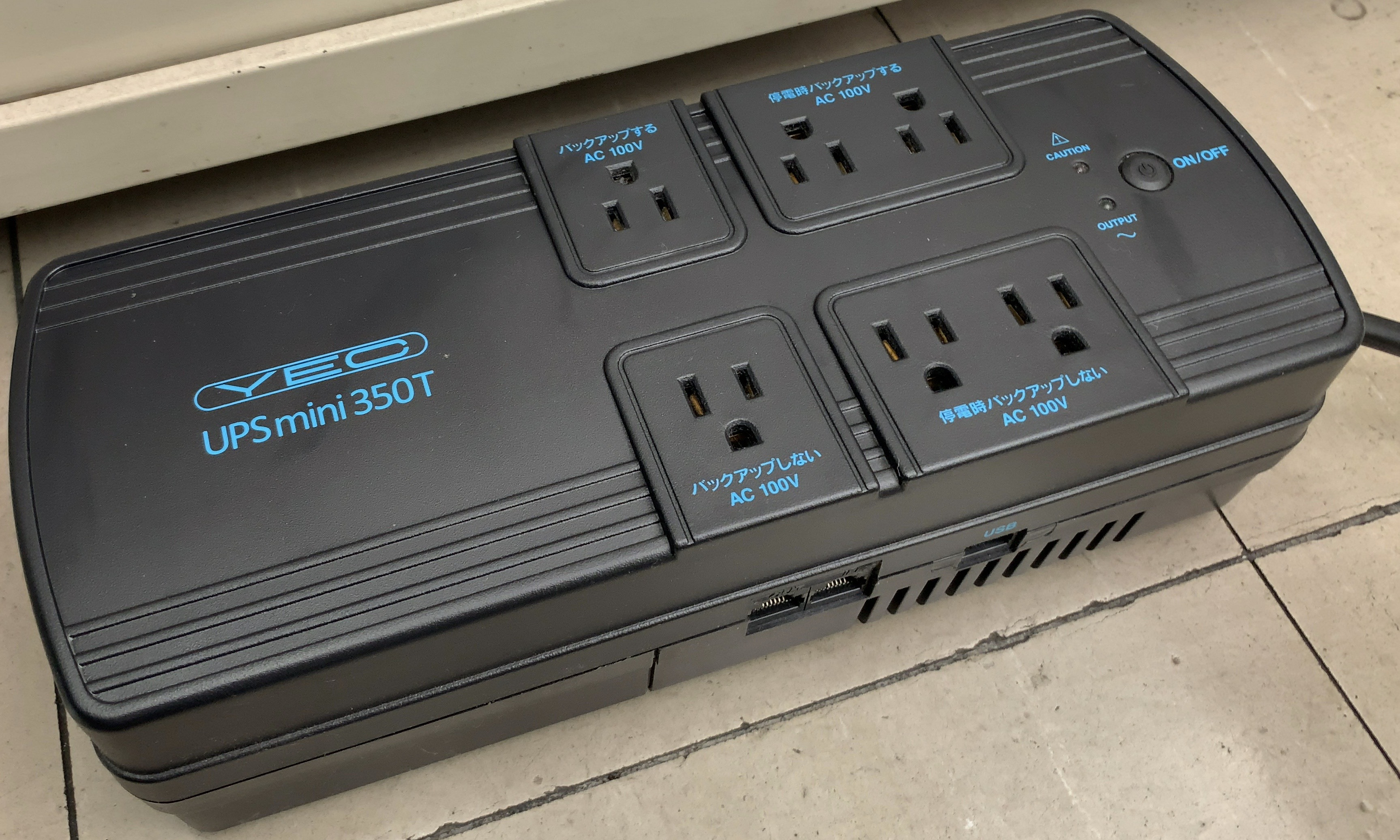
無停電電源装置の出力コンセントの例

無停電電源装置は、高い供給信頼性が必要で一瞬たりとも電圧低下・停電が許されない、病院内の人工呼吸器などを始めとした生命維持装置やコンピュータ・通信・防災・制御機器、および放送機器（演奏所・送信所・大規模中継局）などで使用されている。そのほか、クリーンルーム・溶鉱炉の制御装置・発電所・航空管制塔など、無停電電源装置の用途は多岐にわたる。
一方、最近では、コンピュータの停電防止などを目的に、家庭用の無停電電源装置も製造・発売されている。また、光回線終端装置に電源を要する「ひかり電話」（FTTH）においても、停電時の通話不能を回避する手段として有効である。
その他、無停電電源装置は電力のピークカット（ピークシフト）にも応用可能である。普通、短時間のピークカットを目的としたものになるが、蓄電力を大きくすれば長時間のピークシフトにも適用可能なものとなる。
バッテリー自体の値下がりにより、防災の観点から一般家庭や小規模な事務所でも万一に備えて設置される場合が増えている。詳しくはポータブル電源を参照。

## 歴史
無停電電源装置の需要は古くからあったようで、静止型無停電電源装置は太平洋戦争以前には真空管式マルチバイブレータによるものが世界的に通信用として既に実用化されていたことが、残されている当時のいくつかの通信機や通信設備などより知ることができる。また動力用としては、1946年に応用型といえるジャイロバスが作られている。
日本での本格的な需要は鉄道の近代化に伴う。太平洋戦争後、車内での電気機器の利用などの目的で、発電機や蓄電装置が鉄道車両に搭載され、例えば1500Vの直流電動機で交流100Vあるいは200Vの発電機を回すもの（電動発電機）、走行用とは別途搭載した小型のディーゼル機関で交流発電機を回すもの、あるいはその複合型、応用型など用途に応じたものが数多く作られ、実用に供されてきた。しかしこれらはここでいうところの無停電電源装置の応用型であるものが多く、以下、本稿では割愛する。
当初、大規模電源に実用されたのは回転型無停電電源装置であった。これは電動発電機の応用、古くからあるワードレオナード方式（より正しくはイルグナ方式）の応用である。すなわち交流電動機、交流発電機、発動機、フライホイールの組み合わせであり、それぞれを1つの回転軸で直結、商用電源によって交流電動機を回し、常時、交流発電機から得られた電力を負荷に供給するものである。商用電源が瞬停し交流電動機が乱れても、フライホイールの大きな慣性モーメントにより、交流発電機は暫くの間、安定して回転を続けることができることから、電圧と周波数の変動を抑えることができる。さらにフライホイールに蓄えられている回転エネルギーによって発動機を起動させると、商用電源の停電により交流電動機が停止しても、発動機によって交流発電機を回し続けることができ、無停電とすることができる。これが「CVCF」の原型である。日本では主に日本電気精器がこの方式のものを生産した。また上述、ピークカットへの応用も当初は回転型無停電電源装置でなされており、これは超大型のフライホイールを用いたものであった。すなわち発動機を持たないもので、小型の電動機でゆっくりとフライホイールを回し始めて回転エネルギーを蓄積、所定回転速度まで達したところで大型発電機と負荷を接続、負荷に瞬発的な大電力を供給するものである。核融合実験などの特殊な用途に用いられてきた。現在もこれはフライホイール・バッテリーとして、研究開発が続けられている。
1960年代、静止レオナード方式の登場と並行するようにサイリスタを使用した静止型無停電電源装置の製品化が始まった。このサイリスタ自身には自分で電流を0にする能力（自己遮断能力）が無く、別の回路で電流遮断を行う必要があった。
1980年代になると、自己遮断能力を持ったGTO・パワートランジスタが現れ、素子自体の電流を遮断する回路（転流回路）が不要になった。これにより、高効率・小型化が進み、最大容量もかつての300kVA程度から500kVA程度までの大きなものが実用化できるようになった。
1990年代には、大電力かつ、GTO・パワートランジスタの約10倍以上にあたる高速スイッチング動作の可能な、IGBTが無停電電源装置に使われるようになった。これにより、従来の素子では難しかった高周波によるPWM制御が可能になり、効率がさらに向上した。

## 給電方式

### 常時インバータ給電方式
オンライン方式・ダブルコンバージョン型とも呼ばれ、商用電源を整流器で直流に変換し、二次電池を充電しながら常時商用電源に同期した交流を定電圧定周波数制御インバータで発生させるものである。原理的に商用電源停止時の切り替え変動が起こらないため、特に電圧低下や電力波形の乱れの許されない用途に用いられる。
インバータ及び二次電池が常時動作しているため、機器劣化や電力の損失が大きいという欠点がある。電気二重層コンデンサを二次電池として使用した場合には、蓄電量が少ないため停電補償時間が短く、負荷が大きい場合、インバータの機能停止時のバイパス切り替えで瞬断が発生することもある。
二次電池の充電は、例えば鉛蓄電池を使用しているものでは、インバータへの直流本線を分岐して、浮動充電（バッテリーフロート）としているものが多いが、発展型として、後述の常時商用給電方式に類し、スイッチング素子を利用して常時は二次電池を分離、別の充電回路より充電するものがある。このようにすると、トリクル充電、均等充電、あるいは長時間の停電補償によって空になった二次電池への、緊急やむなしの定電流充電（急速充電）と、二次電池の消耗まで鑑みた細かな使用ができる、また二次電池の種類変更への対応も容易になるといったメリットが得られる。その他、小型化のためにチョッパなどを用い、変圧器を省略したものなどもある。

### 常時商用給電方式
オフラインスタンバイ方式ともいう。商用電源が正常なときは商用電源を負荷に供給しながら、商用電源を整流器で直流に変換し、二次電池を充電する方式である。商用電源が停止または周波数が乱れたとき、商用電源を切り離しインバータから機器に供給する。常時インバータ給電方式と比較して、商用電源が正常なときはインバータが動作しないか無負荷になり、損失が小さくなる利点がある。その反面、商用電源停止時の切り替え変動がやや大きくなる欠点がある。
このことから、電圧低下や電力波形の乱れがある程度許される需要機器に用いられることが多い。比較的安価であり、商用電源停止時に電源補償時間内に負荷機器を停止する装置と組み合わせて、端末機器用に分散配置されることも多い。
なお、常時商用給電方式でのインバータの動作形態には、インバータが無負荷で運転・待機しているホットスタンバイ、商用電源供給中はインバータが停止しているコールドスタンバイの2種類がある。
具体的な回路構成としては、以下の方法などがある。
スタンバイパワーシステム（SPS）
商用電源が停止、または周波数が乱れたとき、素早く商用電源からインバータ供給に切り替える。この目的から半導体スイッチが使われることが多い。
トライポートUPS
2入力・1出力のトライポート変圧器を利用して、供給元の電源を切り替える方式をとる。2つの入力間は絶縁されている。
系統連携型
二次電池接続用として、充電用コンバータとインバータを兼用した回路を使用する。常時は商用電源から充電用コンバータとして二次電池に充電し、異常時にインバータ動作に切り替え、商用電源と同期・連携を図りながら供給する。

#### 電圧補償機能
常時商用給電方式の無停電電源装置には、商用電源電圧が乱れたときに電圧補償するものがある。
ラインインタラクティブ方式
タップ付き変圧器をバイパス回路に設置するものである。負荷に応じて変圧器のタップ接続を切り替えるため不連続な出力、また変圧器を用いていることから重量も大きくなる。
パワーマルチプロセッシング方式
インバータを利用した個別の昇圧回路と降圧回路により電圧補償を行うものである。細かく連続した電圧調整の他、高調波流出・電源ノイズを減らすことができる。二次電池からコンバータ・変圧器を通して直列に電源供給する直列補償方式と、前述の系統連携型と同様に、商用電源と並列にコンバータを経由して電源供給する並列補償方式がある。
デュアルコンバージョン（直並列補償）方式
負荷への供給回路に並列・直列それぞれのコンバータを接続し電圧補償を行うものである。電圧補償範囲を大きくすることができる。

## インバータの構成

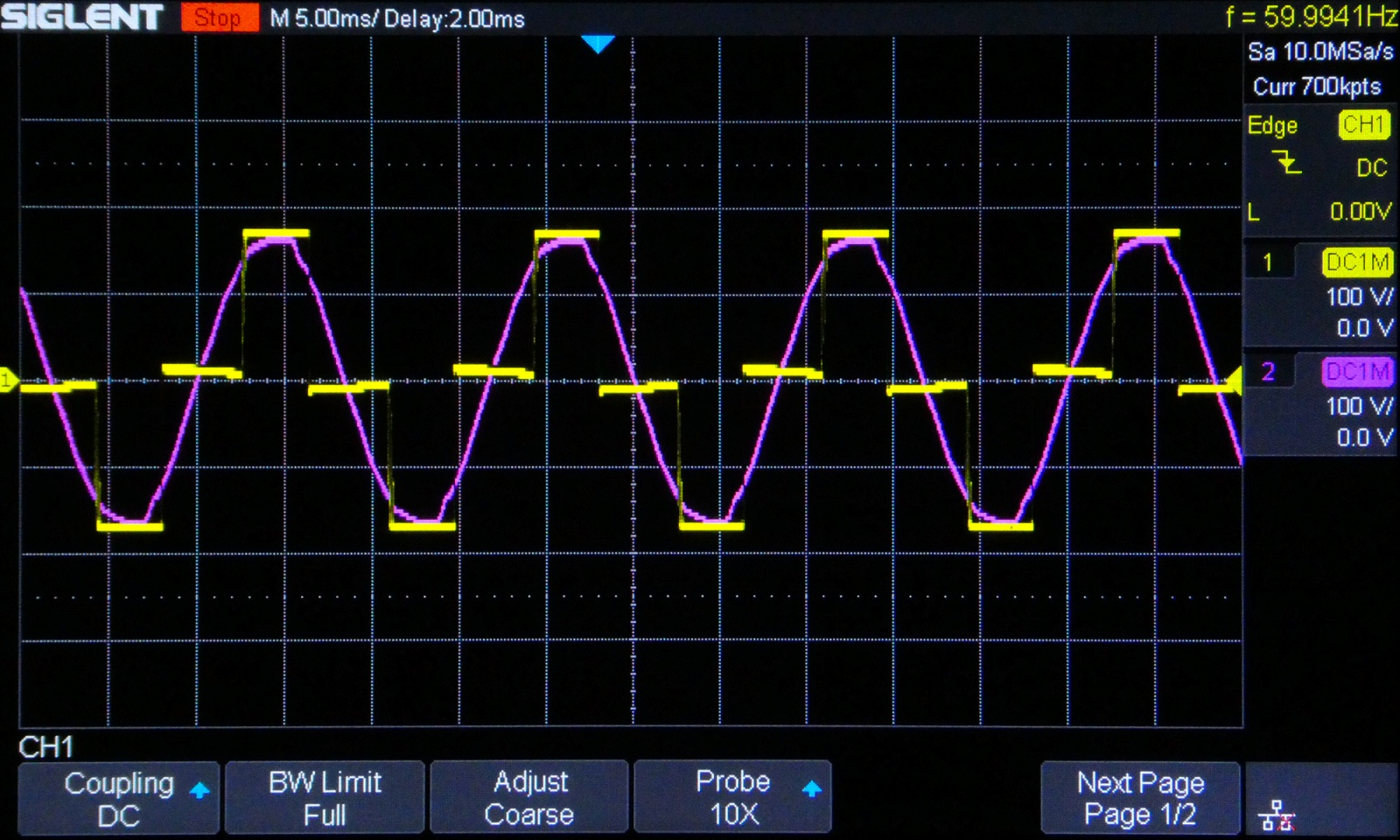
商用の正弦波交流波形（紫）と、UPS出力の矩形波交流波形（黄）の比較

無停電電源装置のインバータで生成する波形は、正弦波・ステップ波・矩形波などがある。矩形波インバータのものは交流電動機を商用電源直結で利用する機器や、電源からのノイズに弱い機器、電源ユニットにPFC（力率改善回路）を搭載したパーソナルコンピュータには使用できない。

## 商用電源との同期

### 商用同期
常時商用電源に同期した交流を定電圧定周波数制御インバータで発生させるものである。インバータの機能が完全に失われた場合は、商用電源に無瞬断で切り替えることが可能である。従来は高炉排熱を利用した製鉄所の汽力発電所と電力会社との電力融通システム（売買電システム）に用いるものなどに必須であったが、近年では家庭用太陽光発電システム、燃料電池発電システムに用いるものなどにも必須になっている。

### 商用非同期
商用電源と無関係に定電圧・定周波数の交流を定電圧定周波数制御インバータで発生させるものである。回路構成が簡単で安価、短寿命の部品を少なくすることができることから長寿命である。パーソナルコンピュータや医療用モニタなどの小型の機器に用いられるようになってきている。

## 直流による電源供給
そもそも交流は変圧器（トランス）による変圧が容易であることから、広く用いられているのであるが、需要機器の多くは実際には直流需要機器である。これらの機器内部、もしくはACアダプタの内部では交流を直流に変換して用いており、ここで電力損失が生じる。また従来の交流入出力無停電電源装置では交流→直流→交流と変換を行うため、同様に電力損失が大きくなり、変換段数が多い分、装置も大型となる。そこで近年、直流を直接機器へ供給する方式が見直され、非常に多くの機器を取り扱う大型データセンターなどでは交流入力直流出力無停電装置が広く使われるようになってきている。
直流給電の持つ優位性は古くから知られており、交流入力直流出力無停電装置は回転型、静止型のいずれも古くからある。静止型についてみると、過去、小規模でも重要な無線設備などには固体化、すなわち機器が半導体素子によって構成され、低電圧動作となった時点で、バッテリーフロート方式が採用され、商用交流をトランスで降圧、ダイオードで整流して（初期は主にセレン整流器）、鉛蓄電池あるいはアルカリ蓄電池を充電、この蓄電池端子から無線機器への直流無停電給電がなされた。これは現在のものと基本的に同じ構造である。過去のものとの違いは、トランスとダイオードの構成部分を、効率のよいスイッチングレギュレータに代えていること、より効率のよい二次電池を使用していることぐらいである。すなわち直流無停電給電への「回帰」は、需要機器の進歩により消費電力が抑えられ、必要な蓄電容量、すなわち施設内で二次電池の占める容積が抑えられるようになったことが最大の理由である。このため従来、ごく一部の重要無線局などに適用されてきた直流無停電給電システムは今後、事業ベースでは広く一般に展開される方向にある。
例えば携帯電話基地局の場合、従来は無線設備から付帯設備に至るまで全て交流需要機器であったが、1998年頃を境に、ほとんどが直流需要機器とされた。これにより、各機器内での交流 - 直流変換が不要になり、一層の省電力化と大幅な設備小型化（容積でおよそ1/3）が実現された。また太陽電池を利用し、商用電力を必要としない設備などでは全て直流需要機器によって構成されるようになっている。